# 중원교육문화원
중원교육문화원은 대한민국 충청북도 충주시 소재의 도서관이다.

## 연혁
- 1974년 4월 1일 충주시학생도서관 개관
- 1974년 5월 3일 충주시학생도서관 설치조례 제정
- 1991년 3월 26일 충주학생도서관으로 개칭
- 2003년 12월 24일 디지털자료실 개관
- 2008년 1월 1일 충청북도 충주평생학습관 재지정(2008~2010)
- 2008년 1월 21일 충주학생회관 기공
- 2009년 12월 10일 충주학생회관 준공
- 2010년 3월 1일 충주학생도서관 통합
- 2010년 4월 13일 충주학생회관 개관
- 2016년 9월 1일 중원도서관을 충주학생회관 분원으로 편입
- 2019년 3월 1일 중원교육문화원으로 기관 명칭 변경

## 이용 안내
이용 시간
- 중원책누리도서관: 화~금 09:00~22:00, 토~일 09:00~18:00
- 체험동화마당: 단체(수~금) 10:00~12:00, 개인(토) 13:00~15:00
- 중원예뜨락갤러리: 09:00~18:00
- 온라인스튜디오: 09:00~18:00

휴관일
- 매주 월요일
- 1월 1일, 설날 및 추석 연휴
- 일요일을 제외한 관공서의 공휴일(단, 관공서의 공휴일이 일요일과 중복될 경우 휴관함)